# Благојевићи (Ново Горажде)
Благојевићи су насељено мјесто у општини Ново Горажде, Република Српска, БиХ. Према попису становништва из 2013. ово мјесто је без становника.

## Становништво
| Демографија | Демографија | Демографија |
| Година      | Становника  | Становника  |
| ----------- | ----------- | ----------- |
| 1961.       | 86          |             |
| 1971.       | 52          |             |
| 1981.       | 26          |             |
| 1991.       | 15          |             |